# Darcy Kuemper
Darcy Kuemper (* 5. Mai 1990 in Saskatoon, Saskatchewan) ist ein kanadischer Eishockeytorwart, der seit Juni 2024 wieder bei den Los Angeles Kings in der National Hockey League unter Vertrag steht. Mit der Colorado Avalanche gewann er zuvor in den Playoffs 2022 den Stanley Cup. Zudem war er in der NHL bereits für die Minnesota Wild, einmal für die LA Kings, Arizona Coyotes und Washington Capitals aktiv. Mit der kanadischen Nationalmannschaft gewann er die Goldmedaille bei der Weltmeisterschaft 2021.

## Karriere
Kuemper begann seine Karriere bei den Saskatoon Contacts im Jahr 2006 und erreichte mit seinem Team die Playoffs. Ein Playoffspiel bestritt er für die Spokane Chiefs in der WHL. In der folgenden Saison hütete er das Tor der Saskatoon Blazers.
Zur neuen Saison wechselte er zu den Red Deer Rebels in die WHL. Er wurde im Januar 2010 zum Torhüter Woche der Canadian Hockey League (CHL), dem Dachverband der kanadischen Juniorenligen, ernannt sowie in das WHL (East) Second All-Star Team berufen. In der Saison 2009/10 machte er einen kurzen Abstecher in die AHL zu den Houston Aeros.
2009 wurde er von den Minnesota Wild im NHL Entry Draft in der 6. Runde an der insgesamt 161. Position ausgewählt.

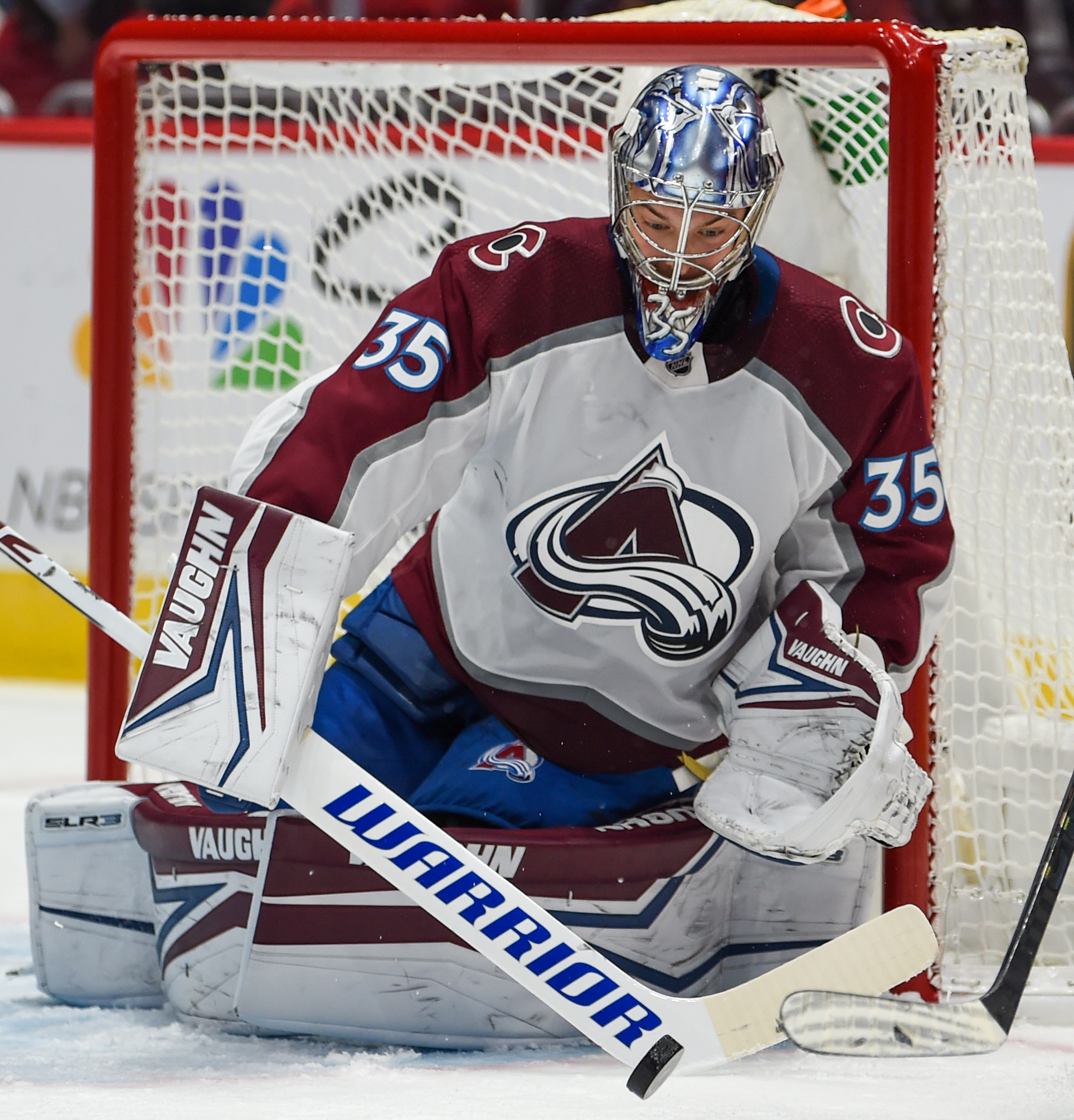
Darcy Kuemper im Trikot der Colorado Avalanche

Die Saison 2010/11 stand er komplett bei den Rebels zwischen den Pfosten. Diese Saison war für Kuemper sehr erfolgreich, so schloss er die Saison mit dem niedrigsten Gegentorschnitt (1,86) sowie der höchsten Fangquote (93,3 %) aller Torhüter der WHL ab. Es folgten die Berufung ins WHL (East) First All-Star Team sowie mehrere Ernennungen zum Torhüter der Woche der CHL. Am Ende der Saison erhielt er die Four Broncos Memorial Trophy für den Spieler des Jahres sowie die Del Wilson Trophy für den Torhüter des Jahres der WHL und wurde darüber hinaus zum Torhüter des Jahres der CHL ernannt.
Zur folgenden Saison wechselte Kuemper zu den Houston Aeros und spielte auch einige Spiele für die Ontario Reign in der ECHL. Er wurde im Dezember einmal zum Spieler der Woche und zum Rookie des Monats der AHL ernannt.
Am 18. April 2013 gab Kuemper sein Debüt in der NHL beim Auswärtsspiel der Wild bei den San Jose Sharks. Seitdem fungiert er als Backup und kommt regelmäßig bei den Wild sowie deren Farmteam, den Iowa Wild, zum Einsatz.
Nach sechs Jahren in der Organisation der Wild wurde sein auslaufender Vertrag nach der Saison 2016/17 nicht verlängert, sodass sich der Kanadier im Juli 2017 als Free Agent den Los Angeles Kings anschloss. Dort kam er regelmäßig als Backup von Jonathan Quick zum Einsatz, bevor ihn die Kings im Februar 2018 an die Arizona Coyotes abgaben und im Gegenzug Tobias Rieder und Scott Wedgewood erhielten. Zugleich unterzeichnete Kuemper einen neuen Zweijahresvertrag in Arizona. Nach der Saison debütierte er im Rahmen der Weltmeisterschaft 2018 für die kanadische Nationalmannschaft und belegte dort mit dem Team den vierten Platz.
In der Saison 2018/19 stieg Kuemper durch eine Verletzung von Antti Raanta zum Stammtorwart der Coyotes auf und bestritt 55 Partien, in denen er fünf Shutouts und 27 Siege verzeichnete, was jeweils NHL-Bestwerte für ihn darstellte.
Bei der Weltmeisterschaft 2021 stand er erneut im Aufgebot seines Heimatlandes und gewann dort mit dem Team die Goldmedaille. Er fungierte dabei als Stammtorwart der „Ahornblätter“ und bestritt im Turnierverlauf acht Spiele.
Im Juli 2021 gaben ihn die Coyotes an die Colorado Avalanche ab, die damit auf den Weggang von Philipp Grubauer reagierten. Im Gegenzug erhielt Arizona Conor Timmins, ein Erstrunden-Wahlrecht für den NHL Entry Draft 2022 sowie ein konditionales Drittrunden-Wahlrecht für den NHL Entry Draft 2024. In Colorado setzte er sich gegen Pavel Francouz als nomineller Stammtorhüter durch und gewann mit der Avalanche in den Playoffs 2022 den Stanley Cup. Sein auslaufender Vertrag wurde anschließend jedoch nicht verlängert, sodass er sich im Juli 2022 als Free Agent den Washington Capitals anschloss. Dort erhielt er einen neuen Fünfjahresvertrag mit einem durchschnittlichen Jahresgehalt von 5,25 Millionen US-Dollar. Diesen erfüllte er jedoch nicht in der Hauptstadt, da er im Juni 2024 zu den Los Angeles Kings zurückkehrte, die im Gegenzug Pierre-Luc Dubois nach Washington schickten.

## Erfolge und Auszeichnungen
| - 2010 WHL (East) Second All-Star Team - 2011 WHL (East) First All-Star Team - 2011 Four Broncos Memorial Trophy - 2011 Del Wilson Trophy | - 2011 CHL Goaltender of the Year - 2011 AHL-Rookie des Monats Dezember - 2020 Teilnahme am NHL All-Star Game (verletzungsbedingte Absage) - 2022 Stanley-Cup-Gewinn mit der Colorado Avalanche |

### International
- 2021 Goldmedaille bei der Weltmeisterschaft

## Karrierestatistik
Stand: Ende der Saison 2024/25

### International
Vertrat Kanada bei:
- Weltmeisterschaft 2018
- Weltmeisterschaft 2021

(Legende zur Torhüterstatistik: GP oder Sp = Spiele insgesamt; W oder S = Siege; L oder N = Niederlagen; T oder U oder OT = Unentschieden oder Overtime- bzw. Shootout-Niederlage; Min. = Minuten; SOG oder SaT = Schüsse aufs Tor; GA oder GT = Gegentore; SO = Shutouts; GAA oder GTS = Gegentorschnitt; Sv% oder SVS% = Fangquote; EN = Empty Net Goal; 1 Play-downs/Relegation; Kursiv: Statistik nicht vollständig)